# Старые Смолеговицы
Старые Смолеговицы (фин. Molkovitsa Vanha, Vanha-Smolegovitsa) — деревня в Большеврудском сельском поселении Волосовского района Ленинградской области.

## История
Впервые упоминается в Писцовой книге Водской пятины 1500 года как село Смолиговичи в Ястребинском Никольском погосте Копорского уезда.
На карте Ингерманландии А. И. Бергенгейма, составленной по шведским материалам 1676 года, обозначена мыза Smolegowits.
На шведской «Генеральной карте провинции Ингерманландии» 1704 года — деревня Smolegovitz.
Деревня Смялиговицы упоминается на «Географическом чертеже Ижорской земли» Адриана Шонбека 1705 года.
Мыза Смолеговицы обозначена на карте Ингерманландии А. Ростовцева 1727 года.
На карте Санкт-Петербургской губернии Ф. Ф. Шуберта 1834 года упоминается деревня Старые Смолеговицы, состоящая из 24 крестьянских дворов, к востоку от неё располагалась мыза Барона Корфа.

СМОЛЕГОВИЦЫ — мыза принадлежит дочери коллежского советника Шлаттера, число жителей по ревизии: 8 м. п., 5 ж. п.

СМОЛЕГОВИЦЫ — деревня принадлежит дочери коллежского советника Шлаттера, число жителей по ревизии: 68 м. п., 70 ж. п. (1838 год)

В пояснительном тексте к этнографической карте Санкт-Петербургской губернии П. И. Кёппена 1849 года она записана как деревня Smoligowitz (Смолеговицы) и указано количество населяющих её савакотов на 1848 год: 41 м. п., 45 ж. п., всего 86 человек, а также отмечено, что в Старых и Новых Смолеговицах есть две усадьбы и половина жителей русские.
Согласно карте Ф. Ф. Шуберта в 1844 году деревня называлась Старые Смолеговицы и насчитывала 24 двора.

СМОЛЕГОВИЦЫ — деревня вдовы генерал-майора Мезенцовой, 10 вёрст почтовой, а остальное по просёлочной дороге, число дворов — 22, число душ — 59 м. п. (1856 год)

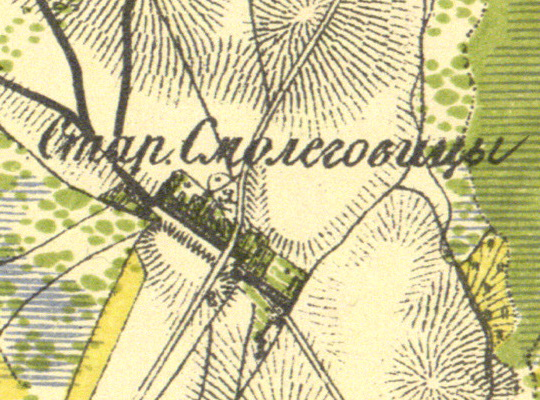
Деревня Старые Смолеговицы на карте 1860 года

СМОЛЕГОВИЦЫ — мыза владельческая при колодце, по левую сторону 1-й Самерской дороги, число дворов — 2, число жителей: 4 м. п., 5 ж. п.;

СМОЛЕГОВИЦЫ СТАРЫЕ — деревня владельческая при колодце, по левую сторону 1-й Самерской дороги, число дворов — 21, число жителей: 66 м. п., 77 ж. п.; Часовня. (1862 год)

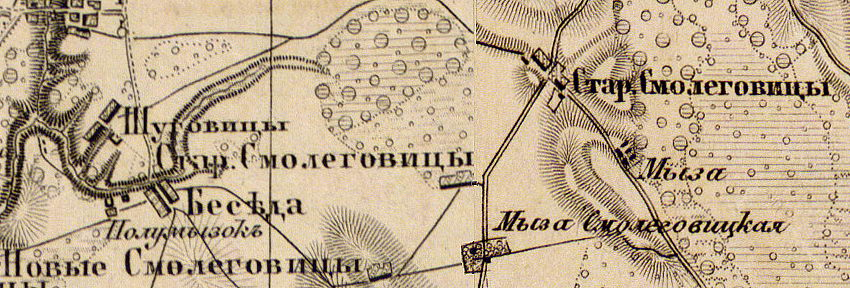
Деревни и мыза Смолеговицы на карте 1863 года

Согласно материалам по статистике народного хозяйства Ямбургского уезда 1887 года мыза Старые Смолеговицы площадью 744 десятины принадлежала отставному генерал-майору Н. К. фон Бревену, мыза была приобретена в 1883 году за 30 000 рублей, охота сдавалась в аренду.
По данным Первой переписи населения Российской империи 1897 года в Смолеговицком сельском обществе числилась деревня Смолеговицы — 23 двора, 49 душ и без надела 6 душ.
В конце XIX — начале XX века деревня административно относилось к Яблоницкой волости 1-го стана Ямбургского уезда Санкт-Петербургской губернии. Население деревни было смешанным — финско-русским.
В 1904 году на хуторах близ деревни проживали 40 эстонских переселенцев.
По данным «Памятных книжек Санкт-Петербургской губернии» за 1900 и 1905 годы мызой Старые Смолеговицы площадью 597 десятин владели наследники генерал-майора Николая Кондратьевича фон Бреверна.

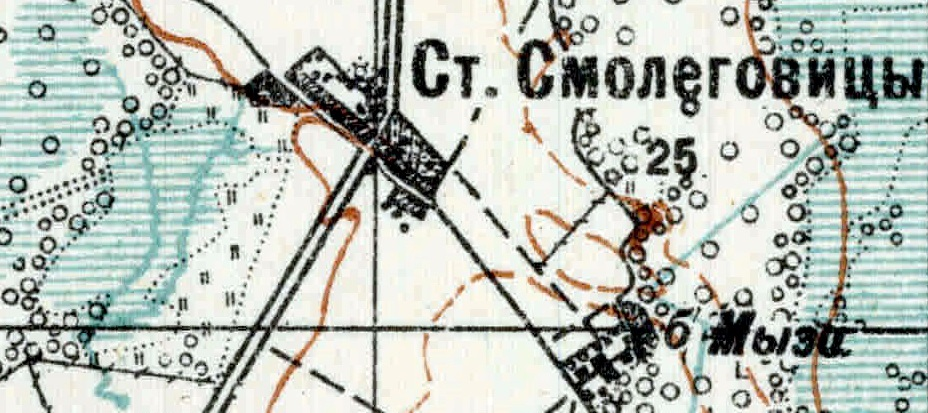
Деревня Старые Смолеговицы на карте 1915 года

В 1917 году деревня Старые Смолеговицы входила в состав Яблоницкой волости Ямбургского уезда.
С 1917 по 1927 год деревня Старые Смолеговицы входила в состав Молосковицкой волости Кингисеппского уезда.
Согласно данным переписи населения СССР 1926 года в деревне Смолеговицы Старые Смолеговицкого сельсовета проживали 173 человека, большинство русские и финны, а также эстонцы.
С августа 1927 года в составе Молосковицкого района.

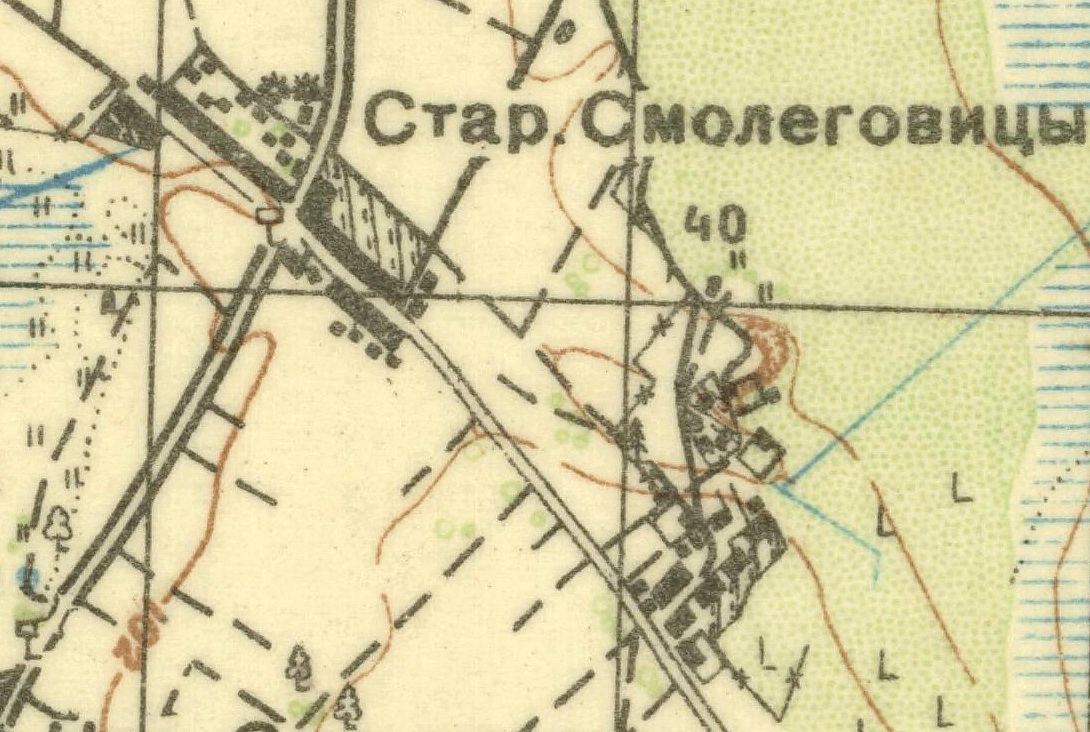
Деревня Старые Смолеговицы на карте 1930 года

С 1930 года в составе Молосковицкого сельсовета. Согласно топографической карте 1930 года деревня насчитывала 40 дворов.
С 1931 года вновь в составе Смолеговицкого сельсовета, но уже Волосовского района.
По данным 1933 года деревня Старые Смолеговицы являлась административным центром Смолеговицкого эстонского национального сельсовета Волосовского района, в который входили 5 населённых пунктов: деревни Коложицы, Лохи, Новые Смолеговицы, Старые Смолеговицы, Шадырица, общей численностью населения 450 человек.
По данным 1936 года в состав Смолеговинского сельсовета входили 4 населённых пункта, 84 хозяйства и 3 колхоза.
С 1937 года вновь в составе Молосковицкого сельсовета.
Деревня была освобождена от немецко-фашистских оккупантов 30 января 1944 года.
С 1963 года в составе Кингисеппского района.
С 1965 года вновь в составе Волосовского района. В 1965 году население деревни Старые Смолеговицы составляло 206 человек.
По данным 1966 года деревня Старые Смолеговицы также находилась в составе Молосковицкого сельсовета.
По данным 1973 и 1990 годов деревня Старые Смолеговицы входила в состав Остроговицкого сельсовета Волосовского района.
В 1997 году в деревне Старые Смолеговицы проживали 7 человек, деревня относилась к Остроговицкой волости, в 2002 году — 11 человек (все русские), в 2007 году — 4 человека.
В мае 2019 года деревня вошла в состав Большеврудского сельского поселения.

## География
Деревня расположена в западной части района на автодороге 41К-047 (Молосковицы — Кряково).
Расстояние до административного центра поселения — 6 км.
Расстояние до ближайшей железнодорожной станции Молосковицы — 3 км.

## Демография
| 1862 | 2002 | 2007 | 2010 | 2017 |
| ---- | ---- | ---- | ---- | ---- |
| 143  | ↘11  | ↘4   | ↗12  | ↗18  |

### Национальный состав
Согласно данным Всероссийской переписи населения 2021 года в деревне проживали 18 человек, из них:
 русские — 17, таджики — 1 человек.

## Достопримечательности
В 1838 году в деревне были отмечены десять каменных крестов «в сажень вышиною, с остатками высеченных надписей». В сведениях 1863 года сообщается, что на крестах «была высечена надпись, но во время пожара в деревне она почти совершенно истребилась». «Непривычной формы каменные кресты», увиденные в деревне в 1919 году, вспоминает в мемуарах участник Белого движения А. С. Гершельман. В 1927 году записаны сведения о том, что рядом с крестами была часовня. Строительство часовни во имя Иоанна Богослова в деревне Старые Смолеговицы приказчиком Афанасием Митрофановым зафиксировано в 1710-х годах. В 2016 году работами археологической экспедиции Государственного Эрмитажа в деревне был выявлен культовый комплекс, который в настоящее время состоит из каменных крестов и разрушенной часовни-голубца, построенной на рубеже XIX—XX веков. Во время раскопок были обнаружены два каменных креста, вложенные в её фундамент, и валунная кладка — очевидно, фундамент более ранней часовни. Внутри валунной кладки и в непосредственной близости от неё находились разбитые каменные кресты разных размеров. На одном фрагменте креста была вырезана монограмма NИ (часть стандартной надписи NIKA), остальные кресты без надписей. В настоящее время вблизи разрушенной часовни находятся четыре креста в полуразрушенном состоянии. Ещё один крест установлен напротив часовни с другой стороны деревенской улицы.